# Retief Uys
Pour les articles homonymes, voir Uys.
Pas d'image ? Cliquez ici

a Compétitions nationales et continentales officielles uniquement.

Dernière mise à jour le 3 octobre 2011.
Retief Uys, né le 22 février 1979 à Citrusdal en Afrique du Sud, est un joueur de rugby à XV sud-africain évoluant au poste de deuxième ligne.

## Carrière en club
- 2000-2003 : Griquas - 21 ans
- 2003-2006 : Leopards (Vodacom Cup, Currie Cup)
- 2006-2009 : RC Narbonne (Pro D2)
- 2009-2013 : CA Brive (Top 14)
- Il est annoncé comme quittant le CA Brive à la fin de la saison 2012-2013 après la remontée du club en Top 14, pour peut-être prendre sa retraite[2].